# 연안내수로

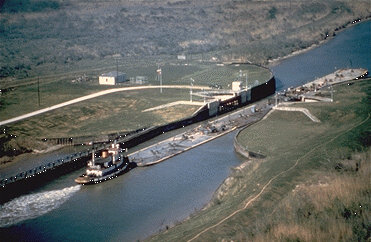
걸프 연안내수로

연안내수로(沿岸內水路, Intracoastal Waterway)는 대서양 해안을 따라 보스턴에서 플로리다만까지 2,000km에 이르는 수로이다. 일부는 인공으로 일부는 천연으로 지어졌다. 소형 상선 또는 유람선 대피용으로 건설되었다.